# 1901年至1902年英格蘭足總盃
1901/02球季英格蘭足總盃（英語：FA Cup），是第31屆英格蘭足總盃，今屆賽事的冠軍是錫菲聯，他們在決賽以2:1 (重賽)擊敗修咸頓，奪得冠軍。本屆賽事繼續在水晶宮國家體育中心舉行。
錫菲聯在重賽擊敗次級聯賽的修咸頓贏得冠軍。

## 外部連結
1. 英格蘭足總盃官網Archive-It的存檔，存档日期2012-04-24
2. 英格蘭足總盃 歷屆冠軍（页面存档备份，存于）